# Heinrich Preuß
Heinrich Preuß (auch: Preuss; * 23. Mai 1886 in Mauenfelde (später russisch Ключи/ Kljutschi), Kreis Gerdauen, Ostpreußen; † 28. August 1944 in Brandenburg-Görden) war ein deutscher KPD-Funktionär, Gewerkschafter und Widerstandskämpfer gegen den Nationalsozialismus.

## Leben

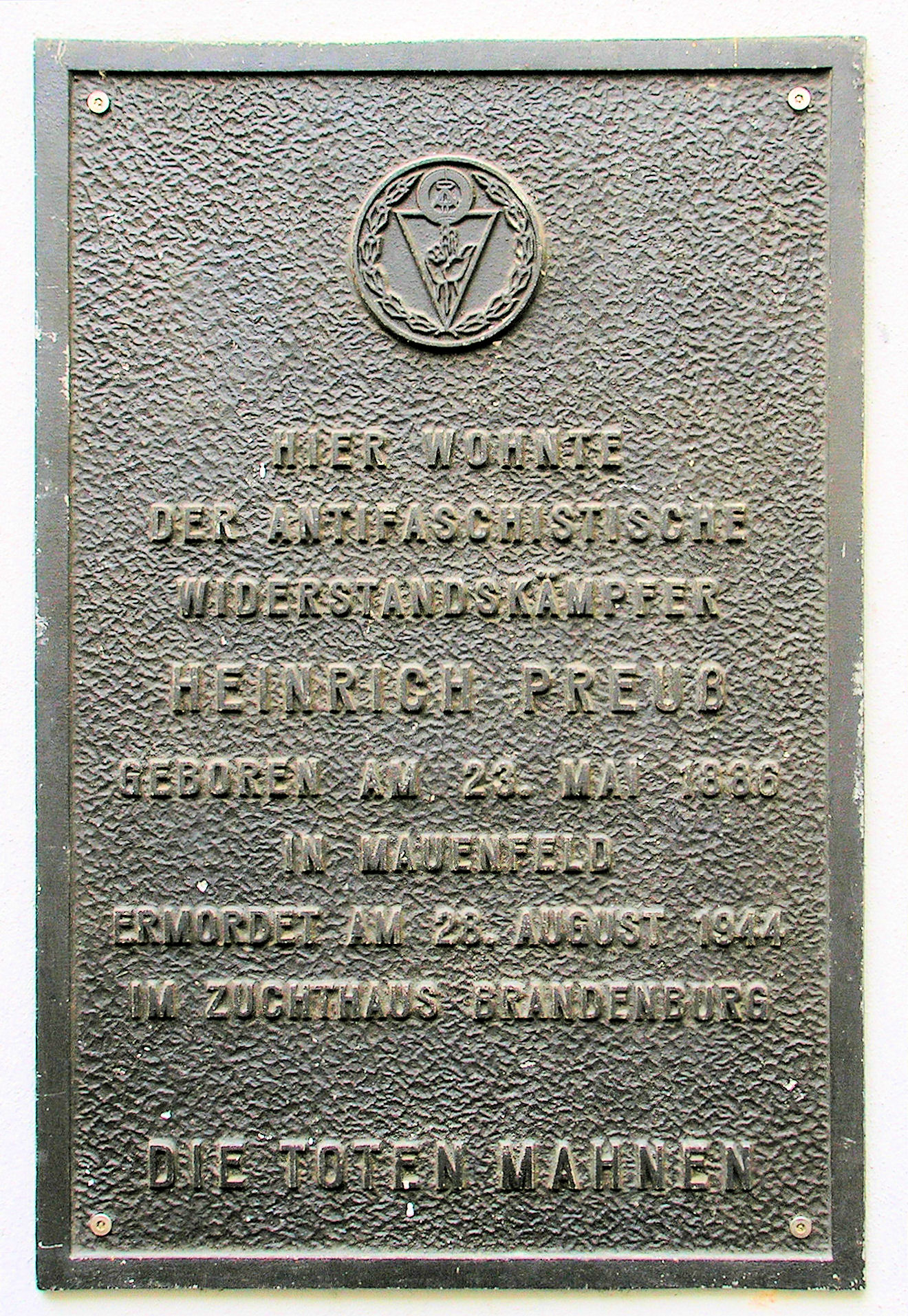
Gedenktafel am Haus Stargarder Straße 13, in Berlin-Prenzlauer Berg

Preuß war bereits seit seiner Lehrzeit zum Bäcker gewerkschaftlich organisiert und wurde vor dem Ersten Weltkrieg Mitglied der SPD. Er schloss sich kurz nach ihrer Gründung der KPD in Ostpreußen an und war für sie bis zu seiner Übersiedlung nach Berlin in seinem Heimatort als Funktionär tätig. In der Hauptstadt arbeitete er in der Brotfabrik Wittler im Wedding und gehörte eine Zeitlang ihrem Betriebsrat an. Nach einem größeren Streik im Juni 1928 wurde er jedoch aus der Fabrik entlassen. Preuß übernahm daraufhin leitende Funktionen im Deutschen Nahrungs- und Genussmittelarbeiter-Verband (Denag).
Nach der Machtergreifung der Nationalsozialisten und dem Verbot der Gewerkschaften 1933 setzte er seine Arbeit unter den Gewerkschaftern illegal fort. Im Mai 1935 wurde er deshalb verhaftet und zu vier Jahren Zuchthaus verurteilt. Nach seiner Entlassung aus dem Zuchthaus Luckau setzte er seine Widerstandstätigkeit fort. Er gehörte zu den führenden Funktionären in der von Robert Uhrig geleiteten KPD-Widerstandsgruppe und hielt den Kontakt zu illegalen Betriebsgruppen aufrecht. Im Februar 1942 verhaftete ihn die Gestapo erneut. Er wurde am 6. Juli 1944 zum Tode verurteilt und am 28. August mit seinem engsten Kampfgefährten Wilhelm Rietze durch das Fallbeil hingerichtet.

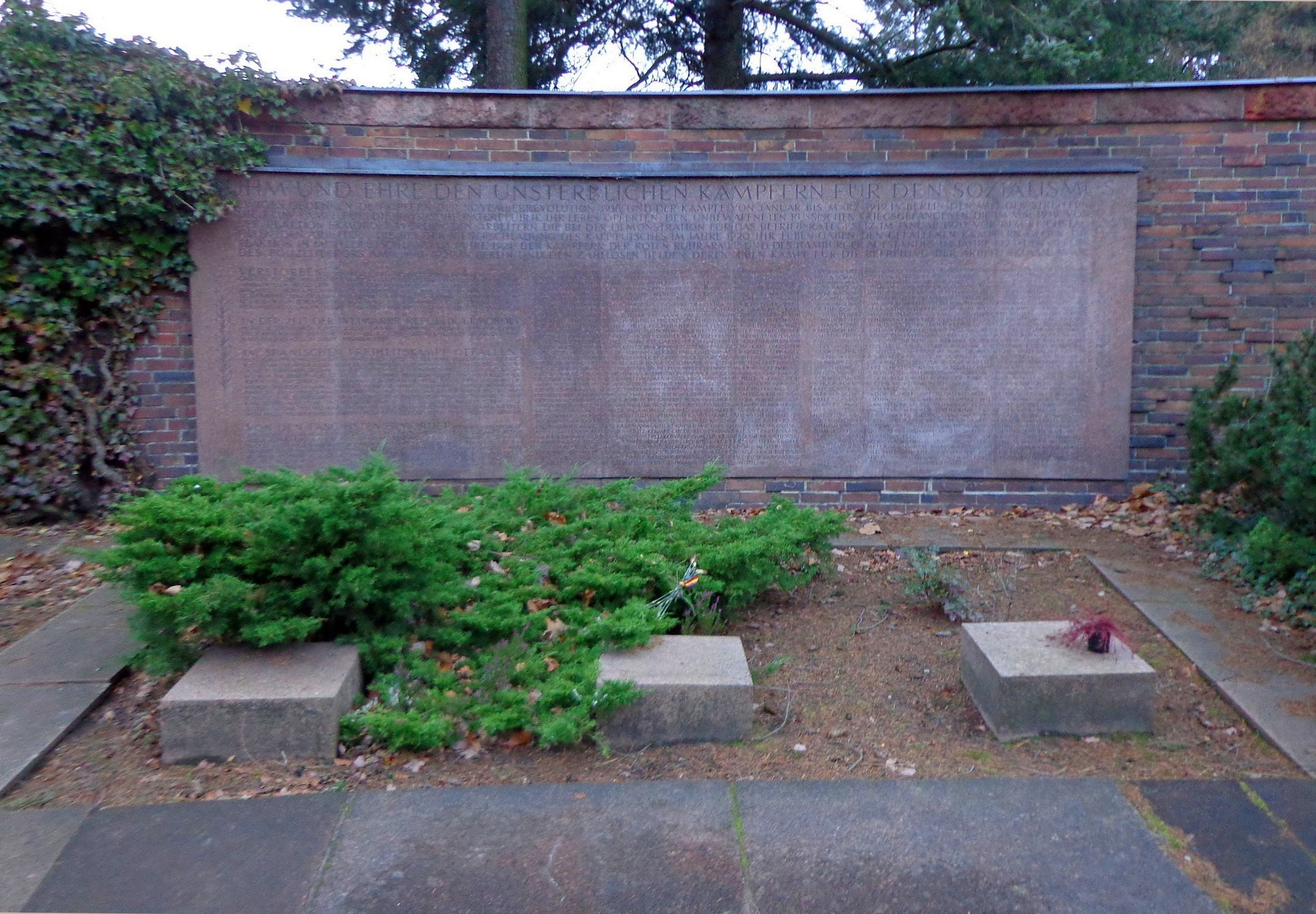
Gedenkstätte der Sozialisten, Porphyr-Gedenktafel an der Ringmauer mit Urnensammelgrab

Nach der Hinrichtung wurde sein Leichnam im Krematorium Brandenburg verbrannt. Im Jahr 1946 wurden zahlreiche Urnen mit der Asche von in der Zeit des Nationalsozialismus hingerichteten Widerstandskämpfern aus den damaligen Berliner Bezirken Lichtenberg, Kreuzberg und Prenzlauer Berg auf den Zentralfriedhof Friedrichsfelde überführt, von denen besonders viele im Zuchthaus Brandenburg-Görden enthauptet worden waren. Ihre sterblichen Überreste fanden schließlich in der 1951 eingeweihten Gedenkstätte der Sozialisten (Urnensammelgrab bei der großen Porphyr-Gedenktafel auf der rechten Seite der Ringmauer) ihren endgültigen Platz. Neben Heinrich Preuß erhielten auf diese Weise auch viele andere Widerstandskämpfer eine würdige Grabstätte und einen Gedenkort.

## Ehrungen
Preuß wohnte in der Stargarder Straße 13 in Berlin-Prenzlauer Berg. Dort erinnert seit 1950 eine Gedenktafel an ihn. Seit 1952 ist eine Straße im selben Stadtteil nach ihm benannt.